# Galidiinae

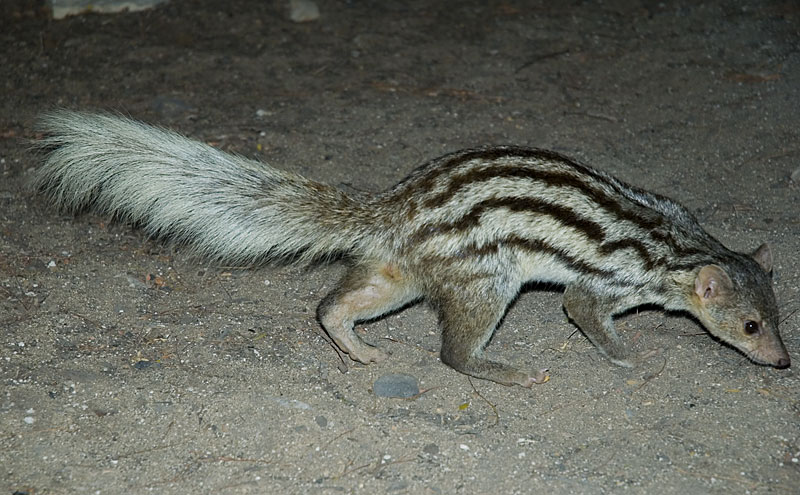
Cầy mangut sọc lớn (Galidictis grandidieri)

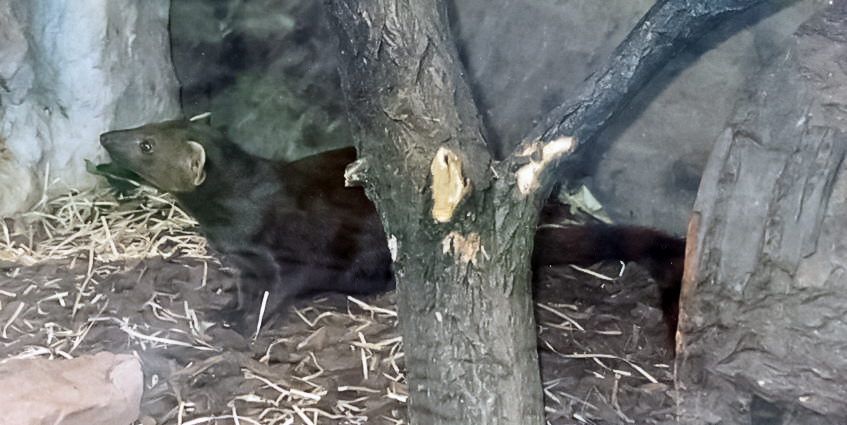
Cầy mangut đuôi vòng (Galidia elegans)

Cầy cáo (Galidiinae) là một phân họ động vật ăn thịt đặc hữu tại Madagascar, gồm 6 loài được phân loại thành 4 chi. Cùng với ba loài ăn thịt bản địa khác tại Madagascar, gồm có fossa, hiện tại đang xếp vào họ Eupleridae thuộc phân bộ Feliformia. Galidiinae nhỏ nhất trong số những loài ăn thịt Madagascar, thường nặng khoảng 600 đến 900 g. Chúng là những loài động vật nhanh nhẹn, chân ngắn với đuôi dài, rậm.

## Phân loại
Phân họ Galidiinae hiện còn 4 chi:
- Galidia
- Galidictis
- Mungotictis
- Salanoia